# Molí de Llanera
El molí de Llanera és un molí fariner del municipi de Torà (Solsonès), inclòs en l'Inventari del Patrimoni Arquitectònic de Catalunya.
Està situat a la dreta de la riera de Llanera. S'hi accedeix des del castell de Llanera, primerament per una pista i després per un sender molt desdibuixat.

## Descripció
Molí d'origen medieval bastit al peu del riu, sota el castell de Llanera, amb la particularitat que donada la irregularitat dels cabals del Llanera, el molí estava pensat per nodrir-se de l'aigua de la pluja mitjançant un sistema de recollida d'aquesta. De l'època medieval en restaria només la volta apuntada de la part baixa, mentre la resta de l'edificació correspon a intervencions de l'època moderna i que arribaria fins al segle xix, com data la llinda de l'entrada. Es conserven la bassa i el cacau, però l'edifici està força enrunat.